# Jean Boulet (homme politique)
Pour les articles homonymes, voir Jean Boulet (homonymie) et Boulet (homonymie).
Jean Boulet est un avocat et homme politique québécois, élu député à l'Assemblée nationale du Québec aux élections provinciales de 2018. Il représente la circonscription électorale de Trois-Rivières sous la bannière de la Coalition avenir Québec.
Avocat œuvrant dans le droit du travail, il est nommé ministre du Travail, de l'Emploi et de la Solidarité sociale le 18 octobre 2018 et ministre responsable de la région de la Mauricie. Le 24 novembre 2021, il est concurremment nommé ministre de l'Immigration, de la Francisation et de l'Intégration en remplacement de Nadine Girault.
Après une controverse sur les nouveaux arrivants durant la campagne électorale de 2022, malgré sa réélection, il perd plusieurs responsabilités ministérielles, conservant toutefois son poste de ministre du Travail et ses responsabilités de ministre responsable de la région de la Mauricie, auxquelles s'ajoutent celles de ministre responsable de la région du Nord-du-Québec dans le nouveau conseil des ministres d'octobre 2022, et un an plus tard, le 19 octobre 2023, celles de ministre responsable de la région de l'Abitibi-Témiscamingue.
Il est le frère de l'ancienne ministre Julie Boulet.

## Biographie

### Carrière politique
Le 1er octobre 2018, il est élu député de Trois-Rivières à l'Assemblée nationale du Québec sous la bannière de la Coalition avenir Québec lors des élections générales québécoises.
Quelques jours plus tard, le 18 octobre, il est nommé ministre du Travail, de l'Emploi et de la Solidarité sociale et ministre responsable de la région de la Mauricie dans le premier conseil des ministres du gouvernement Legault,.
En 2020, Jean Boulet présente le projet de loi 59, Loi modernisant le régime de santé et de sécurité du travail.
L'adoption de ce projet de loi, en 2021, marque un tournant pour le régime de santé et de sécurité du Québec, puisqu'il s'agit de la plus importante modernisation de la Loi sur la santé et la sécurité du travail (LSST) et de la Loi sur les accidents du travail et les maladies professionnelles (LATMP) depuis plus de 35 ans. En effet, le statu quo des dernières décennies se traduisait par une hausse des accidents du travail et des maladies professionnelles. La réforme se découpe en quatre thèmes :
- augmentation de la prévention des risques en milieu de travail;
- accès facilité au régime d'indemnisation;
- meilleur soutien aux travailleurs ayant subi une lésion professionnelle ainsi qu'aux employeurs;
- amélioration de la gouvernance et déjudiciarisation.

Durant la campagne électorale de 2022, il provoque une controverse par ses propos en affirmant que « 80 % des immigrants s'en vont à Montréal, ne travaillent pas, ne parlent pas français ou n'adhèrent pas aux valeurs de la société québécoise ». Le premier ministre François Legault juge ces propos « inacceptables » et affirme que Boulet s'est « disqualifié » du poste de ministre de l'Immigration.
Jean Boulet est réélu lors des élections du 3 octobre 2022 mais il perd son poste de ministre de l'Immigration dans le nouveau conseil des ministres dévoilé le 28 octobre suivant, conservant cependant son poste de ministre du Travail.
Déjà responsable des régions de la Mauricie et du Nord-du-Québec, il se voit confier le 19 octobre 2023 la responsabilité de la région de l'Abitibi-Témiscamingue.

## Résultats électoraux
|                                                                                               | Nom                   | Parti                 | Nombre de voix | %      | Maj.   |
| --------------------------------------------------------------------------------------------- | --------------------- | --------------------- | -------------- | ------ | ------ |
|                                                                                               | Jean Boulet (sortant) | Coalition avenir      | 18 859         | 50,8 % | 12 790 |
|                                                                                               | Steven Roy Cullen     | Québec solidaire      | 6 069          | 16,4 % | -      |
|                                                                                               | Laurent Vézina        | Parti québécois       | 5 323          | 14,3 % | -      |
|                                                                                               | Karine Pépin          | Conservateur          | 4 552          | 12,3 % | -      |
|                                                                                               | Adams Tekougoum       | Libéral               | 2 056          | 5,5 %  | -      |
|                                                                                               | Éric Trottier         | Climat Québec         | 148            | 0,4 %  | -      |
|                                                                                               | Georges Samman        | L'union fait la force | 108            | 0,3 %  | -      |
| Total                                                                                         | Total                 | Total                 | 37 115         | 100 %  |        |
| Le taux de participation lors de l'élection était de 68,7 % et 492 bulletins ont été rejetés. |                       |                       |                |        |        |

|                                                                                               | Nom                         | Parti            | Nombre de voix | %      | Maj.  |
| --------------------------------------------------------------------------------------------- | --------------------------- | ---------------- | -------------- | ------ | ----- |
|                                                                                               | Jean Boulet                 | Coalition avenir | 15 323         | 41,1 % | 6 801 |
|                                                                                               | Jean-Denis Girard (sortant) | Libéral          | 8 522          | 22,8 % | -     |
|                                                                                               | Valérie Delage              | Québec solidaire | 6 411          | 17,2 % | -     |
|                                                                                               | Marie-Claude Camirand       | Parti québécois  | 5 758          | 15,4 % | -     |
|                                                                                               | Adis Simidzija              | Vert             | 653            | 1,8 %  | -     |
|                                                                                               | Daniel Hénault              | Conservateur     | 639            | 1,7 %  | -     |
| Total                                                                                         | Total                       | Total            | 37 306         | 100 %  |       |
| Le taux de participation lors de l'élection était de 70,2 % et 744 bulletins ont été rejetés. |                             |                  |                |        |       |